# Aeroport

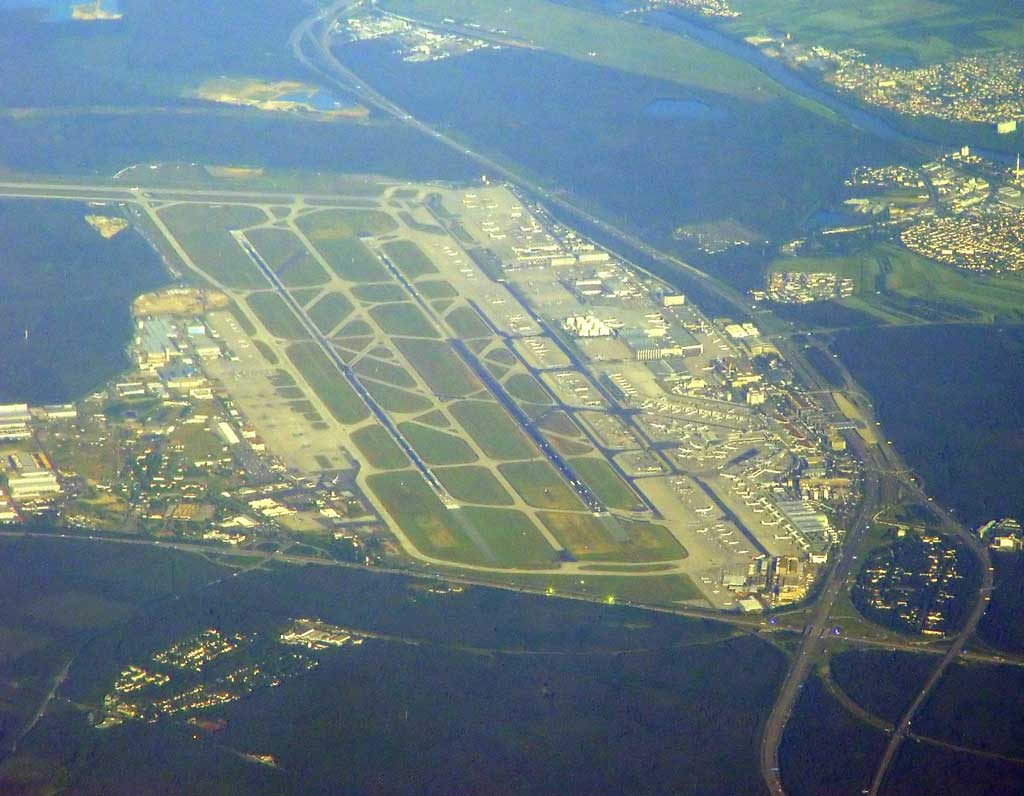
Vedere aeriană a Aeroportului Internațional Frankfurt

Un aeroport este ansamblul terenurilor, clădirilor și instalațiilor care deservesc traficul aerian al unui oraș sau al unei regiuni. Aceste amenajări sunt necesare decolării și aterizării avioanelor, precum și manevrării și adăpostirii marfurilor și pasagerilor.
Un aeroport cu o dotare minimă este format dintr-un aerodrom (pentru avioane) sau un heliport (pentru elicoptere) care folosesc la decolări și aterizări și construcții uzuale precum: hangare, terminale și un turn de control.  În plus, un aeroport mai poate avea diverse alte facilități și infrastructuri, incluzând aici: bază fixă pentru serviciile unui operator aerian, control al traficului aerian (acronim ATC, engleză Air Trafic Control), facilități pentru pasageri cum ar fi restaurante, servicii de urgență.
Un aeroport militar se mai numește și bază aeriană.  În funcție de mărimea aeroportului, se mai poate folosi termenul de aerodrom pentru un aeroport de dimensiuni mici sau cu destinație publică dedicată sporturilor aeronautice și ocazional traficului de pasageri.  În unele țări termenii de aeroport și aeroport internațional se folosesc doar dacă facilitățile sunt licențiate de organizații guvernamentale specifice (de exemplu de către FAA în Statele Unite).  În alte părți distincția dintre aeroport și aerodrom sau dintre aeroport și aeroport internațional este mai degrabă una generică ce ține de uzanțe, nefiind reglementată prin lege.

## Facilități
Un terminal este o clădire cu facilități pentru pasageri. Aeroporturile mici au un terminal. Cele mari au adesea terminale multiple, deși unele aeroporturi mari precum Aeroportul Schiphol din Amsterdam au încă un terminal. Terminalul are o serie de porți, care oferă pasagerilor accesul la avion.
Următoarele facilități sunt esențiale pentru pasagerii ce pleacă :
- Facilități de check-in, inclusiv darea bagajelor
- Securitatea aeroportului
- Controlul pașapoartelor (pentru anumite zboruri internaționale)
- Porți
- Zone de așteptare

Următoarele facilități sunt esențiale pentru pasagerii care sosesc:
- Controlul pașapoartelor (numai pentru sosiri internaționale)
- Echipament de recuperare a bagajelor, o bandă rulantă, adesea sub forma unui carusel
- Vamă (numai pentru sosiri internaționale)
- Un loc de intalnire

Pentru ambele seturi de pasageri, trebuie să existe o legătură între instalațiile pentru pasageri și aeronave, cum ar fi punțile cu jet sau aerodromurile. Trebuie, de asemenea, să existe un sistem de manipulare a bagajelor, să se transporte bagajele de la primirea bagajelor la avioanele care pleacă și de la avioanele care ajung la recuperarea bagajelor.

## Identificare internațională
Identificarea internațională a aeroporturilor se face prin codurile atribuite de două organizații internaționale aeronautice:
IATA (Asociația Internațională de Transport Aerian)
atribuie un cod de trei litere (care nu este unic)
ICAO (Organizația Internațională a Aviației Civile)
atrbuie un cod de patru litere (care este unic)
De exemplu Aeroportul Internațional București-Henri Coandă este indentificat prin codul IATA OTP și prin codul ICAO LROP.

## Clasa aeroportului
Clasa aeroportului este determinată de traficul anual de pasageri (transfer de pasageri), adică de numărul total al pasagerilor care sosesc sau pleacă, inclusiv de călătorii de transfer (cu transferul de la o aeronavă la alta).
Clasificarea aeroporturilor în funcție de volumul anual al traficului de pasageri:
| Clasa aeroportului | Volumul anual traficul de pasageri, mii de oameni |
| I                  | 10000—7000                                        |
| II                 | 7000—4000                                         |
| III                | 4000—2000                                         |
| IV                 | 2000—500                                          |
| V                  | 500—100                                           |

Aeroporturi cu un trafic anual de peste 10 milioane de persoane. se referă la activități extrașcolare și cu un trafic anual de mai puțin de 100 mii de persoane. - necalificat.
Aeroporturile clasificate ale companiilor aeriene locale se află pe aeroporturile din clasa a III-a sau a IV-a, cu piste artificiale sau neasfaltate (pista artificială pe aeroporturile clasei a IV-a este adesea rutier).

## Galerie de imagini

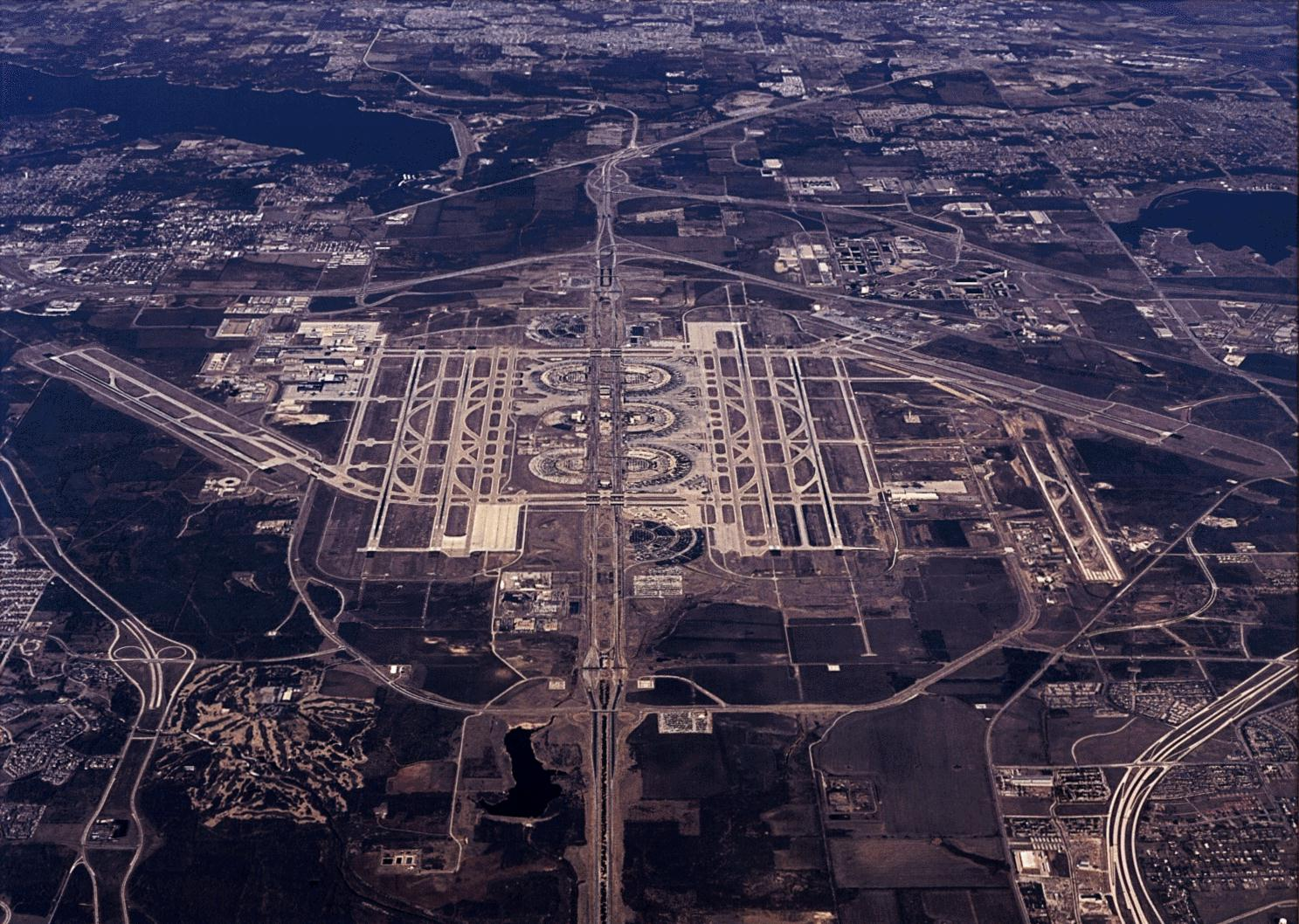
Vedere aeriană
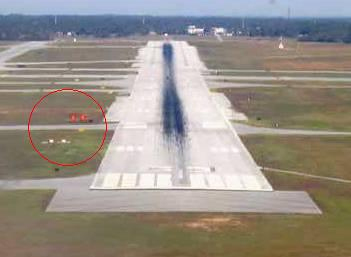
Indicator standard al pantei de apropiere vizuale
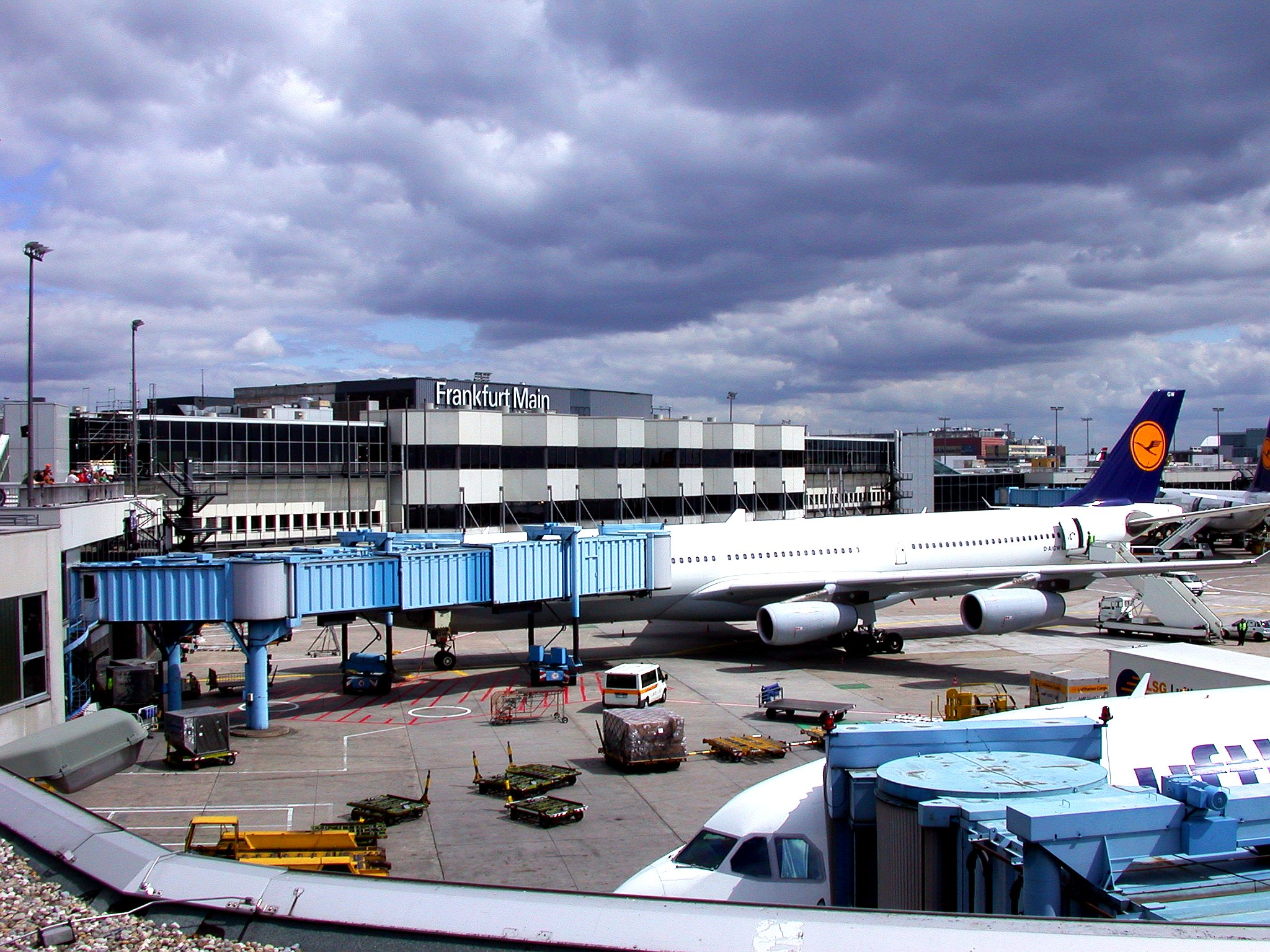
Vedere de pe terasa de obervare, terminal
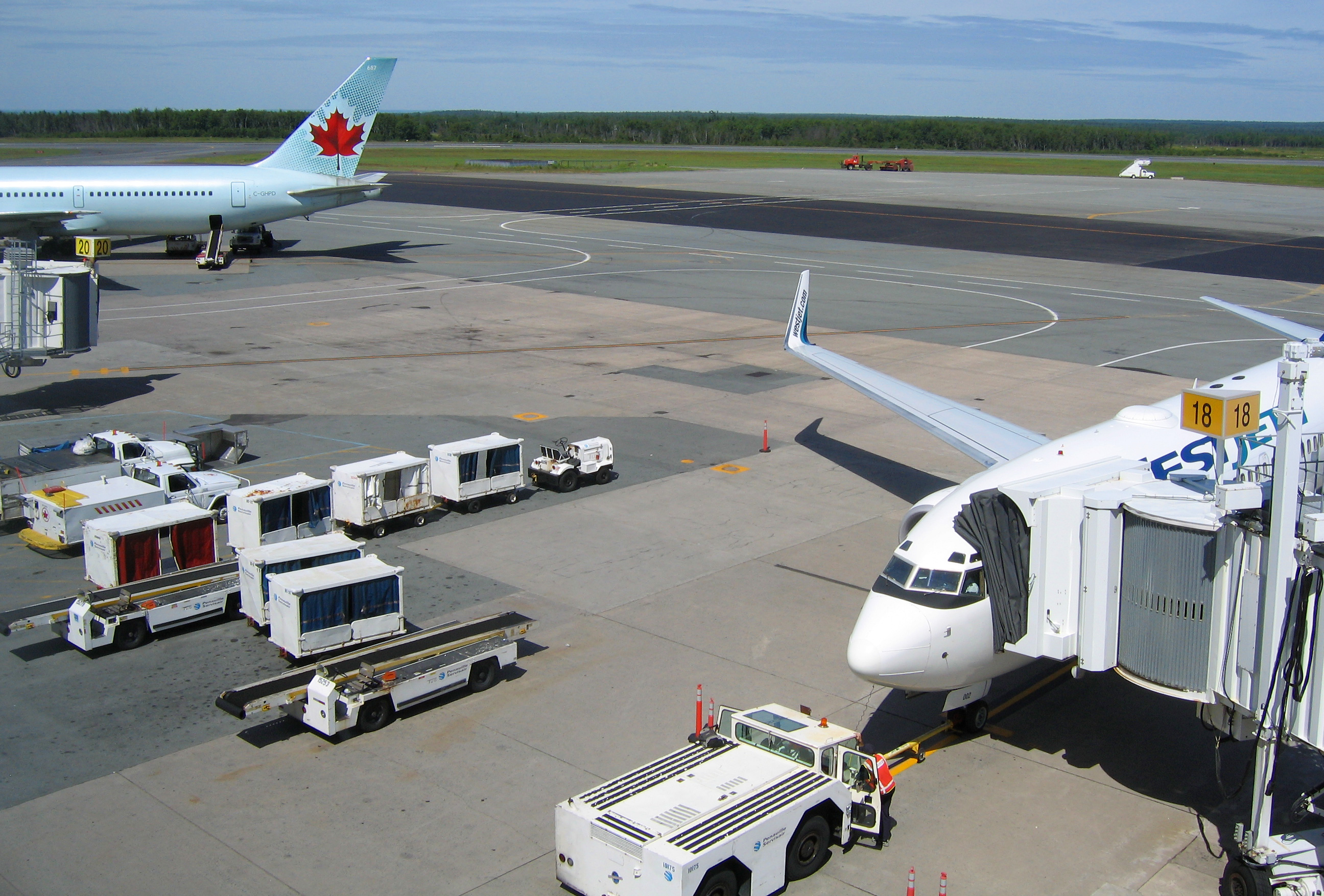
Aeroportul Internațional Halifax, Canada
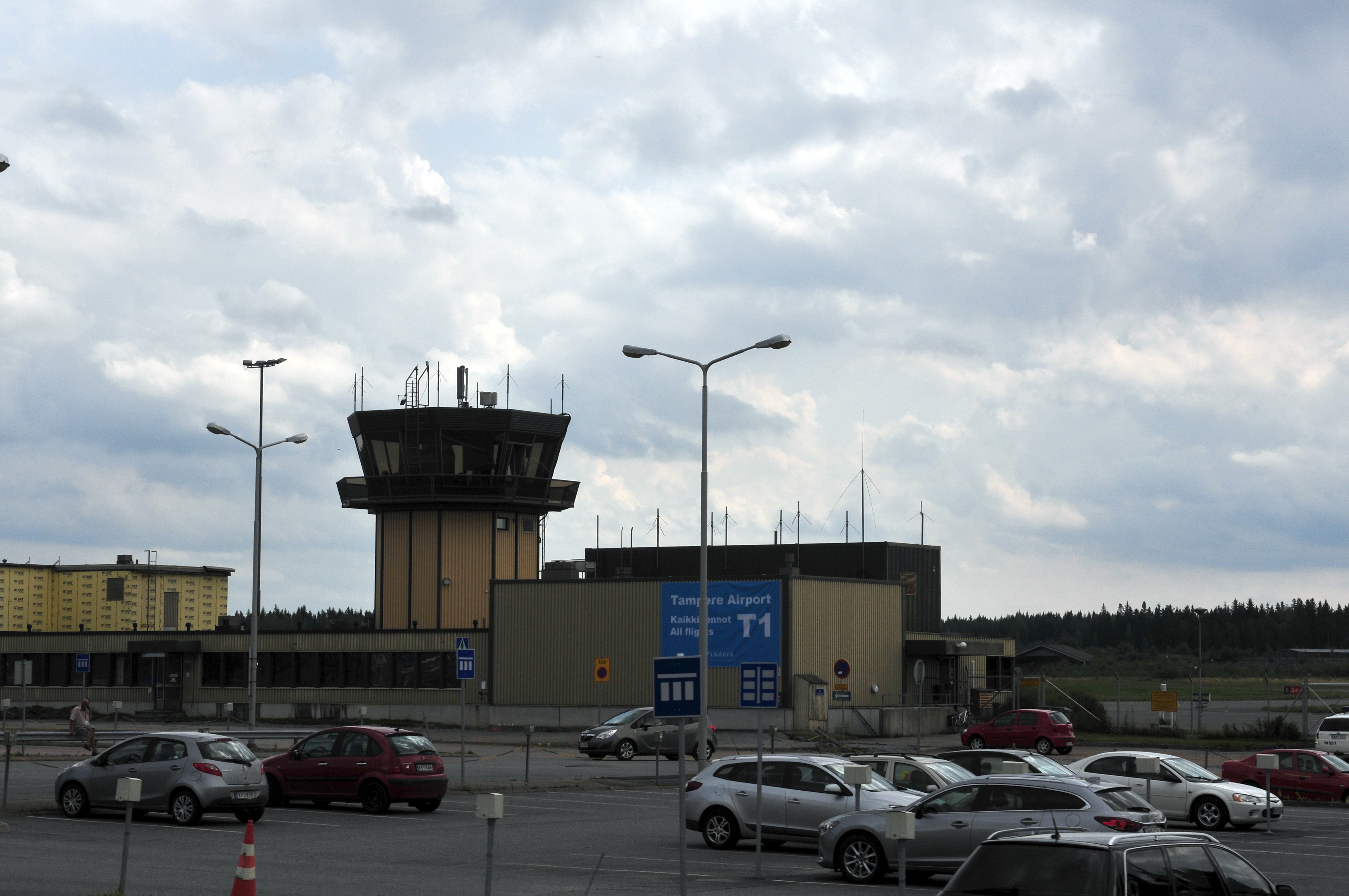
Aeroportul Tampere-Pirkkala, Finlanda